# 239 Adrastea
239 Adrastea eller 1955 MK1 är en asteroid i huvudbältet som upptäcktes den 18 augusti 1884 av den österrikiske astronomen Johann Palisa. Den fick senare namn efter Adrasteia, den grekiska mytologin.
Adrasteas senaste periheliepassage skedde den 16 maj 2018.[Uppdatering behövs] Dess rotationstid har beräknats till 18,47 timmar. Asteroiden har uppmätts till diametern 41,52 kilometer.